# Robert Lewis
Robert Lewis (Brooklyn, 16 marzo 1909 – New York, 23 novembre 1997) è stato un attore e regista statunitense.
Insieme a Elia Kazan e Cheryl Crawford ha fondato nel 1947 gli Actors Studio.

## Filmografia parziale

### Attore
- Tonight We Raid Calais, regia di John Brahm (1943)
- Bomber's Moon, regia di Edward Ludwig e Harold D. Schuster (1943)
- Paris After Dark, regia di Léonide Moguy (1943)
- La stirpe del drago (Dragon Seed), regia di Harold S. Bucquet e Jack Conway (1944)
- Il figlio di Lassie (Son of Lassie), regia di S. Sylvan Simon (1945)
- Ziegfeld Follies, registi vari (1945)
- The Hidden Eye, regia di Richard Whorf (1945)
- Monsieur Verdoux, regia di Charles Chaplin (1947)
- L'uomo delle grandi pianure (Hawken's Breed), regia di Charles B. Pierce (1988)
- X-Files (The X-Files) - serie TV, episodio 1x11 (1993)

### Regista
- Ziegfeld Follies, segmento Number Please (1945)
- Quadriglia d'amore (Anything Goes) (1956)